# Portugal op de Olympische Zomerspelen 1980
Portugal nam deel aan de Olympische Zomerspelen 1980 in Moskou, Sovjet-Unie. In tegenstelling tot de vorige editie werden er geen medailles gewonnen.

## Deelnemers en resultaten

### Atletiek
| Olympiër       | Onderdeel              | Resultaat | Prestatie                                            |
| -------------- | ---------------------- | --------- | ---------------------------------------------------- |
| João Campos    | 1500m (m)              | 15e       | serie 3: 5de in 3.41,3 halve finale 1: 7de in 3.44,4 |
| José Sena      | 3000m steeplechase (m) | DNF       | serie 2: niet gefinisht                              |
| Anacleto Pinto | marathon (m)           | 16e       | 2:17.04                                              |

### Boksen
| Olympiër            | Onderdeel | Resultaat | Prestatie                                          |
| ------------------- | --------- | --------- | -------------------------------------------------- |
| João Manuel Paquito | -48kg (m) | 9e        | 1ste ronde: vrij 2de ronde: V van URS Sabirov: 0-5 |

### Gewichtheffen
| Olympiër   | Onderdeel | Resultaat | Prestatie                                                       |
| ---------- | --------- | --------- | --------------------------------------------------------------- |
| Raul Diniz | -52kg (m) | 13e       | trekken: 17de met 82,5kg stoten: 11de met 115kg totaal: 197,5kg |

### Gymnastiek
| Olympiër        | Onderdeel                | Resultaat | Prestatie                            |
| --------------- | ------------------------ | --------- | ------------------------------------ |
| Avelina Alvarez | balk (v)                 | 51e       | kwalificatie: 51ste met 17,80 punten |
| Avelina Alvarez | brug (v)                 | 61e       | kwalificatie: 61ste met 16,90 punten |
| Avelina Alvarez | sprong (v)               | 56e       | kwalificatie: 56ste met 17,50 punten |
| Avelina Alvarez | vloer (v)                | 61e       | kwalificatie: 61ste met 16,80 punten |
| Avelina Alvarez | individuele meerkamp (v) | 61e       | kwalificatie: 61ste met 69,00 punten |

### Judo
| Olympiër            | Onderdeel | Resultaat | Prestatie |
| ------------------- | --------- | --------- | --- |
| João Paulo Mendonça | -60kg (m) | 9e        | 1ste ronde: W van POL Donat: waza-ari 2de ronde: V van FRA Rey: ippon herkansingen: V van FIN Fagerlund: koka |
| José António Branco | -65kg (m) | 13e       | 1ste ronde: W van MLI Thera: ippon 2de ronde: V van BUL Nedkov: ippon                                         |
| António Roquete     | -78kg (m) | 10e       | 1ste ronde: vrij 2de ronde: W van ALG Adda: waza-ari kwartfinale: V van FRA Tchoullouyan: ippon               |

### Zwemmen
| Olympiër           | Onderdeel            | Resultaat | Prestatie               |
| ------------------ | -------------------- | --------- | ----------------------- |
| Rui de Abreu       | 100m vrije slag (m)  | 23e       | serie 1: 5de in 52,85   |
| Rui de Abreu       | 200m vrije slag (m)  | 23e       | serie 1: 4de in 1.55,25 |
| Paulo Frischknecht | 200m vrije slag (m)  | 21e       | serie 1: 3de in 1.55,06 |
| Paulo Frischknecht | 400m vrije slag (m)  | DNS       | serie 4: niet gestart   |
| Rui de Abreu       | 100m rugslag (m)     | 25e       | serie 3: 5de in 1.00,62 |
| Rui de Abreu       | 200m rugslag (m)     | DNS       | serie 1: niet gestart   |
| Rui de Abreu       | 100m vlinderslag (m) | 23e       | serie 4: 5de in 57,94   |

Afghanistan · Algerije · Andorra · Angola · Australië · België · Benin · Birma · Botswana · Brazilië · Bulgarije · Colombia · Congo-Brazzaville · Costa Rica · Cuba · Cyprus · Denemarken · Dominicaanse Republiek · Duitse Democratische Republiek · Ecuador · Ethiopië · Finland · Frankrijk · Griekenland · Groot-Brittannië · Guatemala · Guinee · Guyana · Hongarije · Ierland · IJsland · India · Irak · Italië · Jamaica · Joegoslavië · Jordanië · Kameroen · Koeweit · Laos · Lesotho · Libanon · Liberia · Libië · Luxemburg · Madagaskar · Mali · Malta · Mexico · Mongolië · Mozambique · Nederland · Nepal · Nicaragua · Nieuw-Zeeland · Nigeria · Noord-Korea · Oeganda · Oostenrijk · Peru · Polen · Portugal · Puerto Rico · Roemenië · San Marino · Senegal · Seychellen · Sierra Leone · Sovjet-Unie · Spanje · Sri Lanka · Syrië · Tanzania · Trinidad en Tobago · Tsjecho-Slowakije · Venezuela · Vietnam · Zambia · Zimbabwe · Zweden · Zwitserland